# Phyprosopus contenta
Phyprosopus contenta är en fjärilsart som beskrevs av Walker 1865. Phyprosopus contenta ingår i släktet Phyprosopus och familjen nattflyn. Inga underarter finns listade i Catalogue of Life.